# Peter Eremit
Peter Eremit (død 8. juli 1115) var en fransk munk, der i 1096 ledede Folkekorstoget, en forsamling af bønder, håndværkere, lavadelige riddere, kvinder og børn, der ville befri Jerusalem, som Peter tidligere havde besøgt. Han regnedes for hellig, og havde mange beundrere. Nogle mener, han tjente som inspirator for pave Urban 2.

Peter Eremit forlod tidligt sit kloster i Amiens for at forkynde om bod og omvendelse blandt folk. En af de tidligste kilder, Albert af Aachen, fortæller, at Peter kom fra Jerusalem og gjorde sådan et indtryk på pave Urban 2., at det inspirerede sidstnævnte til sin prædiken i Clermont. I så fald har Peter spillet en afgørende rolle i denne del af Europas historie. Han samlede penge ind til de fattige, blandt andet til medgift for prostituerede, som ville begynde et anstændigt liv. Han red omkring på et æsel (som folk tog hår fra, til at lave lykkeamuletter af), vaskede sig sjældent, levede kun af vin og fisk, og gik klædt i en grå tunika af uld. Han blev kaldt "lille Peter" og havde et langt, smalt ansigt ligesom sit æsel. Benediktinermunken Guibert af Nogent mødte ham og bemærkede hans karisma. Peter påstod at være udpeget af Gud til at forkynde korstog, og at han havde et brev med fra Gud som sit bevis. 12. april samlede han sine tilhængere i Köln, og 20. april brød de op og fulgte efter en anden korsfarergruppe ledet af Walter Sans Avoir. Selv ledede Peter den første gruppe korsfarere mod Jerusalem, gennem Balkan og Byzans.
Da korsfarergruppen under ledelse af Walter Sans Avoir nåede frem til Ungarn, måtte de forhindres i at udplyndre lokalbefolkningen. Det skyldtes ren nød, men Peters gruppe opførte sig heller ikke bedre, og da byen Zemun blev angrebet og plyndret, blev en ungarsk hær sat ind mod korsfarerne og slog dem tilbage. Mod slutningen af august 1096 mødtes Walthers og Peters grupper i Konstantinopel. Disciplinen var ikke blevet bedre, og kejser Alexios 1. Komnenos ville have dem raskest muligt videre. En af de vigtigste kilder til oplysninger om Peters liv er i øvrigt kejserens datter, Anna Komnena, der var født i december 1083 og endnu ikke fyldt tretten år, da korsfarerne passerede gennem hendes hjemby.
Allerede i oktober 1096 lykkedes kejser Alexios i at overtale korsfarerne til at krydse Bosporus over til Lilleasien. Der forlod han dem uden større forsyninger eller retledning. De drog i retning Nikæa, men 21. oktober blev de angrebet af seldsjuk-sultanen Kiliq Arslans kamptrænede styrker. De døde lå i bunker, blandt dem Walter Sans Avoir, og Albert af Aachen skrev, at det var en rimelig straf for overgrebene mod jøder. Peter Eremit undslap; han døde først 8. juli 1115 i sit hjemland. I eftertid beklagede han sig højlydt over, at det var de faldnes manglende tro, der var årsag til, at Gud lod dem mislykkes i at nå frem til Jesu grav.